# Bataille de Bushy Run
Rébellion de Pontiac

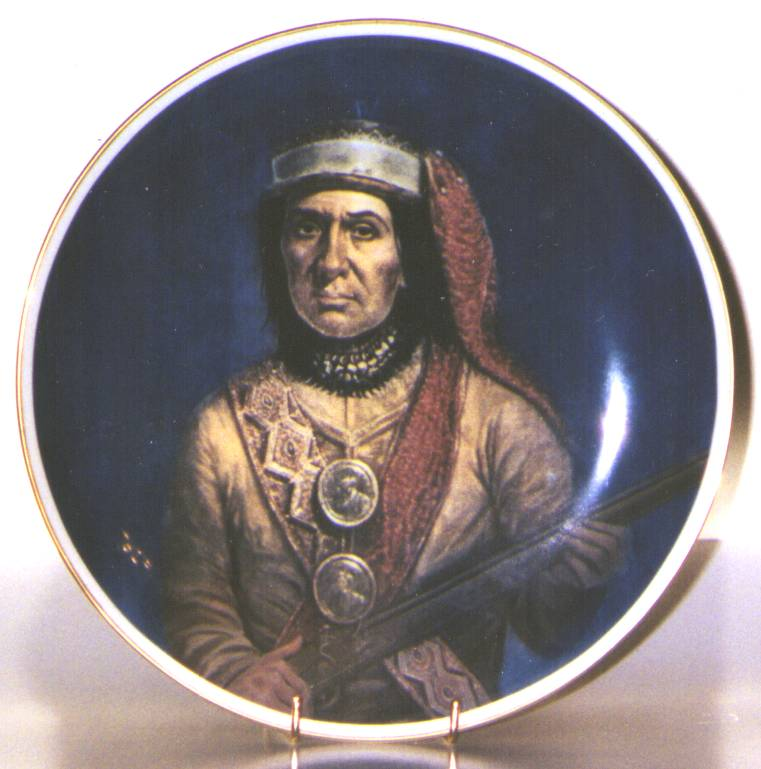
Guyasuta

La bataille de Bushy Run est un affrontement de la rébellion de Pontiac qui eut lieu les 5 et 6 août 1763 dans l'ouest de la Pennsylvanie. Elle opposa une colonne de soldats britanniques sous le commandement du colonel Henri Bouquet et une force combinée de guerriers lenapes, shawnees, mingos et hurons. Bien que les Britanniques aient subi des pertes importantes, ils sont parvenus à mettre les Amérindiens en déroute et ont pu prendre la relève de la garnison présente à Fort Pitt.